# Dzseszeretnebti
Dzseszeretnebti (ḏsr.t-nb.tỉ) vagy Dzseszeret-anh-nebti (ḏsr.t-ˁnḫ-nb.tỉ) feltehetően egy ókori egyiptomi királyné volt. Mivel neve mindenhol címek nélkül jelenik meg, olvasatában és jelentésében az egyiptológusok nem biztosak.

## Bizonyítékok

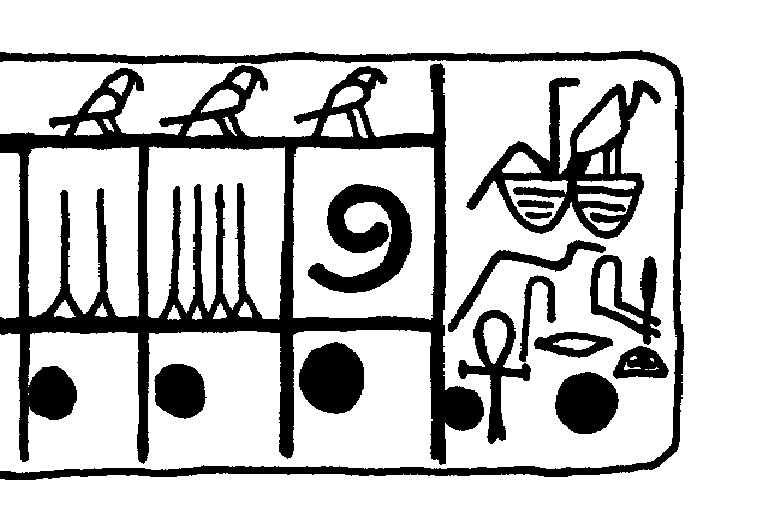
Elefántcsont ruhacímke Szehemhet piramiskomplexumából a vitatott Nebti névvel (jobbra)

A Dzseszeret-nebti vagy dzseszeret-anh-nebti nevet elefántcsont bőröndcímkéken találták, melyek a III. dinasztia egyik uralkodója, Szehemhet szakkarai piramisa alatti folyosókról kerültek elő. Semmilyen cím nem szerepel előtte, amiből kiderülne, hogy személynév-e egyáltalán, és ha igen, kapcsolatban állt-e az illető a királyi családdal. Toby Wilkinson és Zakaria Goneim Dzsószer-Tiként olvassák a feliratot, és az abüdoszi királylistán szereplő Dzsószer-Ti fáraóval, azaz Szehemhettel azonosítják.
Wolfgang Helck, Peter Kaplony és Jean-Pierre Pätznik ezzel szemben Dzseszeret-anh-nebtiként olvassák, melynek jelentése „a fenséges, aki a Két Úrnőért él” és úgy tartják, Szehemhet feleségéről van szó. Ennek bizonyítására több, Elephantinéban talált agyagpecsétet hoznak fel, melyeken Szehemhet neve váltakozik a Hotep-ren nebti-névvel, és feltételezik, hogy ez utóbbi lehetett Szehemhet eredeti neve, a Dzseszeretnebti pedig a feleségéé.

## Fordítás
- Ez a szócikk részben vagy egészben  a   Djeseretnebti című angol Wikipédia-szócikk ezen változatának fordításán alapul.  Az eredeti cikk szerkesztőit annak laptörténete sorolja fel. Ez a jelzés csupán a megfogalmazás eredetét és a szerzői jogokat jelzi, nem szolgál a cikkben szereplő információk forrásmegjelöléseként.